# Museo del Circolo Africano
Il Museo del Circolo Africano (in francese Musée du Cercle Africain) a Pointe-Noire, in Repubblica del Congo è il primo museo di Pointe Noire, ristrutturato e inaugurato da ENI Congo il 3 dicembre 2018.